# Jedovnice
Jedovnice (deutsch Jedownitz) ist eine Minderstadt in Tschechien. Sie liegt neun Kilometer östlich von Blansko und gehört zum Okres Blansko.

## Geographie
Jedovnice befindet sich am östlichen Rande des Landschaftsschutzgebietes ChKO Moravský kras im Drahaner Bergland. Das Städtchen liegt am See Olšovec, in dem sich die Bäche Podomský potok und Kotvrdovický potok zum Jedovnický potok vereinigen.
Südöstlich erstreckt sich der Naturpark Rakovecké údolí. Im Südosten erhebt sich der Lipový kopec (561 m), südlich der Tipeček (543 m) und die Jedlová (563 m) und im Nordwesten die Strážná (538 m).
Nachbarorte sind Vilémovice und Krasová im Norden, Kotvrdovice im Nordosten, Podomí und Ruprechtov im Osten, Pastviny, Ježkovice und Bukovinka im Südosten, Bukovina, Křtiny und Habrůvka im Süden, Stará Huť, Chaloupky und Rudice im Südwesten, Harbech und Lažánky im Westen sowie Skalní Mlýn im Nordwesten.
Nordöstlich befindet sich die Wüstung Dvorce, im Südosten die Wüstungen Budkovany, Bystřec und Vilémov, südwestlich die Wüstung Tipeček und im Nordwesten die Wüstung Rohrbach.

## Geschichte

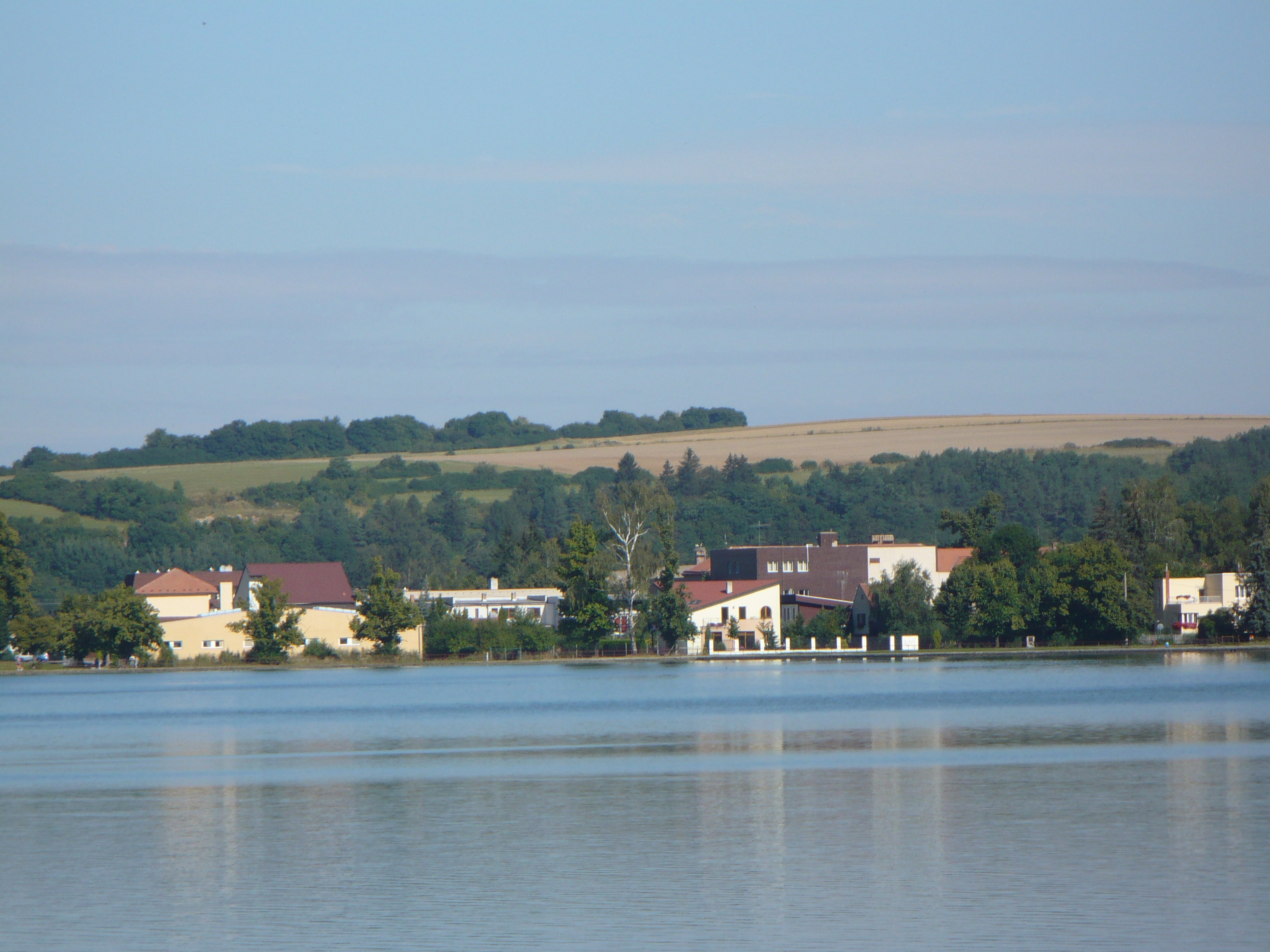
Teich Olšovec

Die erste schriftliche Erwähnung des Dorfes Gedwicz erfolgte im Jahre 1251. Als Gründer des Ortes wird der Ritter Crha von Čeblovice, angesehen. Jedovnice war im Mittelalter ein kleines Dorf, dessen Bewohner von der Landwirtschaft, der Fischzucht und der Köhlerei lebten. Nach dem Tod des Hartmann von Čeblovice 1308 fiel das Gut Jedovnice den Herren von Leipa zu. Sie verkauften Jedovnice vor 1321 dem Wok/Vok I. von Holstein. Nachfolgend entwickelte die der Ort zu einem Handels- und Handwerkszentrum. Zum weiteren Aufschwung trugen die Ruditzer Eisenhütten bei. 1335 erfolgte die Erhebung zum Städtchen und die Verleihung eines Wappens. Der Teich Budkovan wurde 1371 im Zuge der Gründung des gleichnamigen Dorfes erstmals erwähnt. Im Laufe der Zeit wechselten sich zahlreiche Adelsgeschlechter als Besitzer der Herrschaft ab. 1575 wurde Jedovnice durch Kaiser Rudolf II. zum Städtchen erhoben. 1601 erwarb Bernhard Drnovský das Gut Jedovnice und schloss es an die Herrschaft Rájec an. Während des Dreißigjährigen Krieges wurde Jedovnice 1645 von schwedischen Truppen geplündert. Danach wurde das Städtchen von einer Pestepidemie heimgesucht. Nach dem Erlöschen des Geschlechts Drnovský fielen deren Güter den Grafen zu Rogendorf und Mollenburg zu. 1743 erwarb Anton Josef Altgraf von Salm-Reifferscheidt die Herrschaft durch Heirat. Nachdem dieser 1763 die Herrschaft Raitz erkauft hatte, schloss er Jedovnice an Raitz an. Er ließ südwestlich des Städtchens am Jedownitzer Bach einen Eisenhammer anlegen und gründete nördlich davon in Augezd eine Hammerwerkskolonie. 1811 übernahm Hugo Franz Altgraf zu Salm-Reifferscheidt die Verwaltung der Familiengüter. Beim großen Stadtbrand von 1822 wurden auch die Kirche, das Pfarrhaus und das Rathaus zerstört. 1848 gründete sich in Jedovnive einer der ersten Nationalvereine in Böhmen und Mähren.
Nach der Aufhebung der Patrimonialherrschaften bildete Jedovnice/Jedownitz ab 1850 eine Marktgemeinde in der Bezirkshauptmannschaft Boskowitz. Seit Beginn des 20. Jahrhunderts entwickelte sich Jedovnice zu einem Erholungsort. 1948 wurde Jedovnice dem Okres Blansko zugeordnet. Die Innengestaltung der Kirche wurde unter Pfarrer František Vavříček in den 1960er Jahren durch die zeitgenössischen Künstler Mikuláš Medek, Karel Nepraš, Jan Koblasa, Josef Istler und Ludvík Kolek modernisiert. Seit 1994 bestehen Kontakte mit der bayerischen Gemeinde Aschheim, die 1999 in einer Gemeindepartnerschaft fixiert wurden. Seit dem 23. Jänner 2007 besitzt Jedovnice wieder den Status eines Městys.

## Gemeindegliederung
Für den Městys Jedovnice sind keine Ortsteile ausgewiesen. Zu Jedovnice gehören die Ansiedlungen Chaloupky (Augezd), Harbech (Konradshof) und Stará Huť (Jedownitzer Hütte).

## Gemeindepartnerschaften
- Aschheim in Bayern, (Deutschland), seit 1999

## Sehenswürdigkeiten

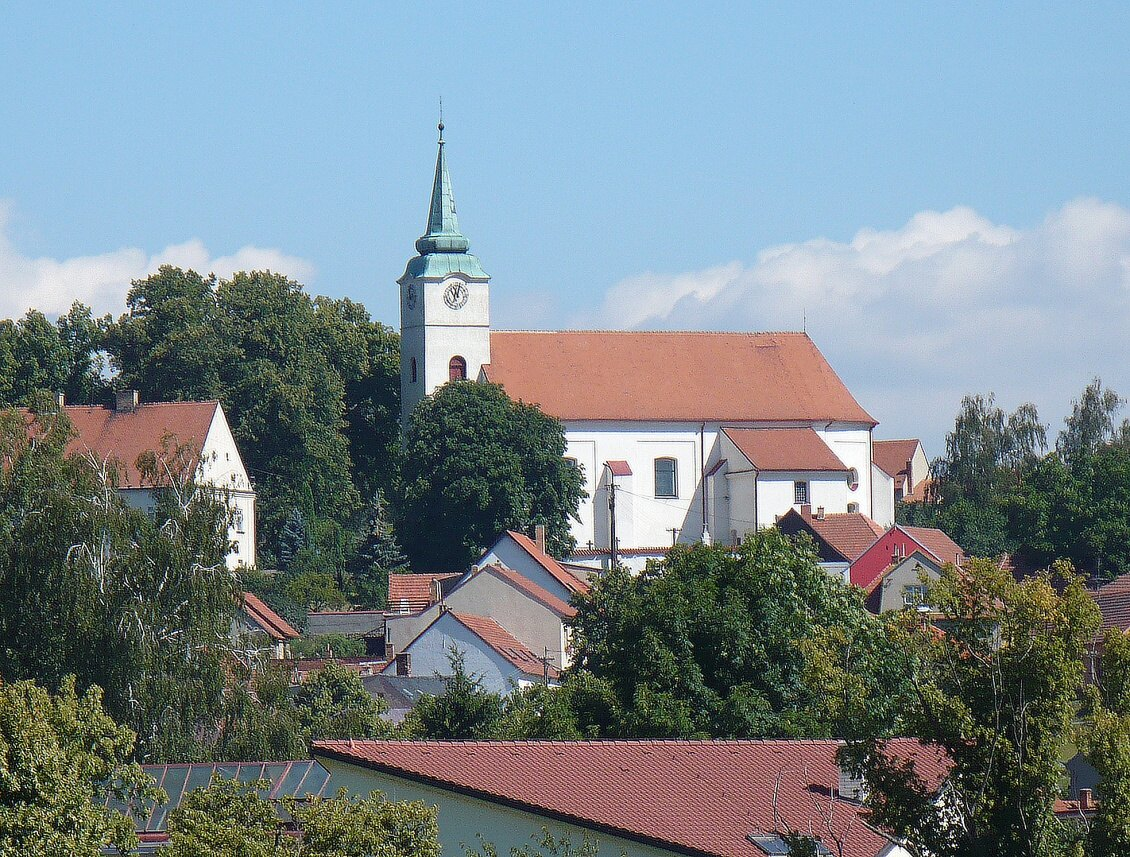
Kirche St. Peter und Paul

- Kirche St. Peter und Paul, der klassizistische Bau entstand in den Jahren 1783 bis 1785. Das Interieur wurde in den 1960er Jahren modern umgestaltet.
- Steinkreuz an der Kirche, geschaffen 1800
- Pfarrhaus, erbaut 1781
- Steinkreuz in Chaloupky, errichtet 1801
- Statue des hl. Johannes von Nepomuk auf dem Markt, geschaffen 1717
- Statue von Karel Havlíček Borovský auf dem nach ihm benannten Marktplatz, errichtet im Jahre 1900
- Naturdenkmal Mokřad pod Tipečkem, südlich des Städtchens
- Rudické propadání (Hugohöhlen), Ponor des Jedovnický potok, südwestlich von Jedovnice
- Teiche Olšovec, Budkovan und Dýmák am südlichen Ortsrand. Am 42 ha großen Olšovec befindet sich ein Erholungsgebiet.